# Драга (Сърбия)
Драга (на сръбски: Драга) е село в Сърбия, разположено в община Тутин, Рашки окръг. Намира се на 1133 метра надморска височина. Населението му според преброяването през 2011 г. е 1080 души. При преброяването на населението през 2002 г. има 950 жители, от тях 923 (97,36 %) бошняци, 25 (2,63 %) мюсюлмани и 2 (0,21 %) неопределени.

## Население
Численост на населението според преброяванията през годините:
- 1948 – 978 души
- 1953 – 1084 души
- 1961 – 1146 души
- 1971 – 1 069души
- 1981 – 1220 души
- 1991 – 1357 души
- 2002 – 950 души
- 2011 – 1080 души